# 魯斯塔德穹丘
54°28′S 3°23′E / 54.467°S 3.383°E
魯斯塔德穹丘是南極洲的穹丘，位於鮑威特島，處於卡托角以東，海拔高度365米，在1898年由德國探險隊繪入地圖，其後以挪威探險隊成員命名。